# Парри-Саунд

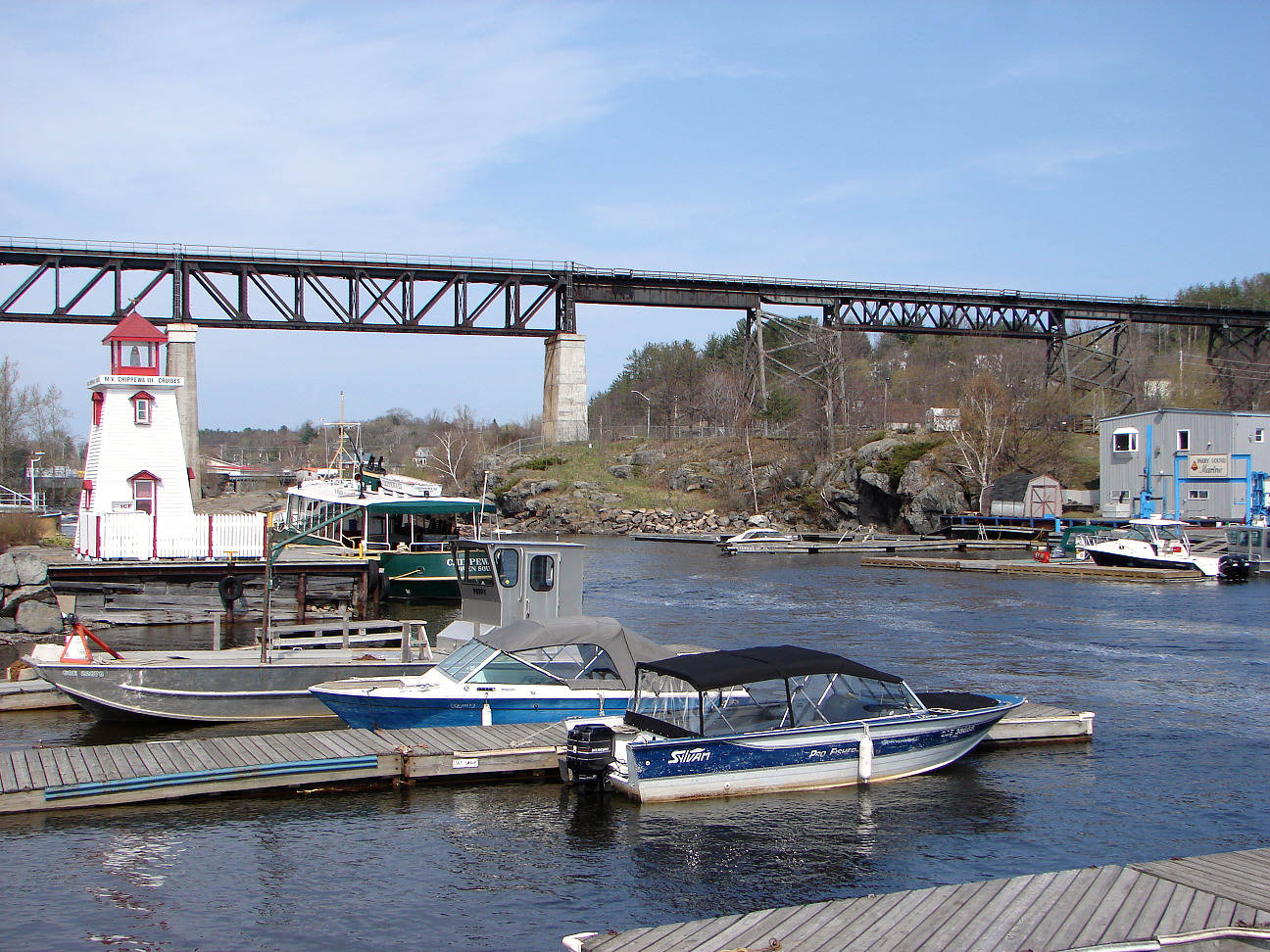
Гавань Парри-Саунд

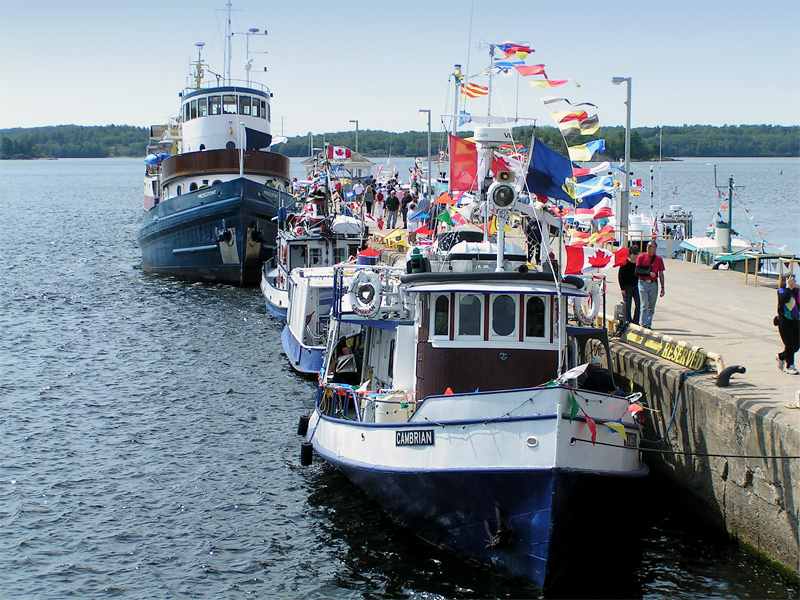
Пункт отправления из гавани на экскурсии по 30000 островам

Парри-Саунд (англ. Parry Sound) — городок (13,33 км²) в округе Парри-Саунд провинции Онтарио в Канаде, расположенный на восточном побережье залива Джорджиан-Бей.
Численность жителей — 5818 человек (2006) (436,4 чел. /км²).
В летнее время город является популярным местом отдыха.
Здесь родился канадский хоккеист Бобби Орр, бывший защитник команд Национальной хоккейной лиги «Бостон Брюинс» (1966—1976) и «Чикаго Блэкхокс» (1976—1978).
45°20′ с. ш. 80°02′ з. д.